# Plectogyra
Plectogyra es un género de foraminífero bentónico considerado un sinónimo posterior de Endothyra de la subfamilia Endothyrinae, de la familia Endothyridae, de la superfamilia Endothyroidea, del suborden Fusulinina y del orden Fusulinida. Su especie tipo era Plectogyra plectogyra. Su rango cronoestratigráfico abarcaba el Mississippiense (Carbonífero inferior).

## Discusión
Clasificaciones más recientes incluirían Plectogyra en el suborden Endothyrina, del orden Endothyrida, de la subclase Fusulinana de la clase Fusulinata.

## Clasificación
Se han descrito numerosas especies de Plectogyra. Entre las especies más interesantes o más conocidas destacan:
- Plectogyra plectogyra

Un listado completo de las especies descritas en el género Plectogyra puede verse en el siguiente anexo.
En Plectogyra se han considerado los siguientes subgéneros:
- Plectogyra (Latiendothyra), aceptado como género Latiendothyra
- Plectogyra (Spinoendothyra), aceptado como género Spinoendothyra